# Kalle Könkkölä
Kalle Kustaa Topias Könkkölä, född 16 januari 1950 i Helsingfors, död 11 september 2018 i Helsingfors, var en finländsk politiker och människorättsaktivist som var känd som en förespråkare för personer med funktionsnedsättning.
Könkkölä var Gröna förbundets första partiordförande år 1987 och ledamot av Finlands riksdag 1983–1987. Han var den första personen med funktionsnedsättning som blev invald i finska riksdagen. Han var också kommunfullmäktigeledamot i Helsingfors 1985–2004.
Könkkölä var långvarig ordförande för människorättsföreningen Kynnys rf som grundades 1972. År 1998 han var en av grundarna av Abilis-stiftelsen som arbetar med rättigheter för personer med funktionsnedsättning i utvecklingsländer och i Östeuropa.
Kalle Könkkölä var gift med arkitekten Maija Könkkölä. Han avled i lunginflammation i september 2018.

## Utmärkelser
- Riddartecknet av I klass av Finlands Vita Ros’ orden,  6 december 2010[4]
- Finlands Röda Kors’ förtjänstmedalj i silver[5]

[Redigera Wikidata]